# Députation provinciale de Lugo
La députation provinciale de Lugo (en espagnol : Diputación Provincial de Lugo, en galicien : Deputación Provincial de Lugo) est l'assemblée délibérante de la province de Lugo, dans la communauté autonome de Galice, en Espagne. Son siège se situe à Lugo.

## Histoire
La députation provinciale de Lugo est fondée en novembre 1835, deux ans après l'entrée en vigueur du découpage du territoire espagnol en provinces par Javier de Burgos.

## Rôle et compétences
La loi relative aux bases du régime local de 1985 assigne deux missions à chaque province : 
- garantir une prestation des services de compétence municipale intégrale et appropriée sur l'ensemble du territoire provinciale ;
- participer à la coordination de l'administration locale avec les administrations régionale et de l'État.

## Siège
La députation provinciale a son siège au palais de Saint-Marc (Pazo de San Marcos), construit en 1866 pour accueillir un hôpital.

## Organisation

### Assemblée plénière
La province de Lugo comptant moins de 500 000 habitants, la députation se compose de 25 députés.

### Présidents
| Début           | Fin             | Nom       | Nom                       | Parti |
| --------------- | --------------- | --------- | ------------------------- | ----- |
| 26 avril 1979   | 9 juin 1983     |           | Luis Cordeiro (es)        | UCD   |
| 8 juin 1983     | 14 juillet 2007 |           | Francisco Cacharro (es)   | AP    |
| 8 juin 1983     | 14 juillet 2007 | PP (1989) | Francisco Cacharro (es)   |       |
| 14 juillet 2007 | 24 juin 2015    |           | José Ramón Gómez Besteiro | PSOE  |
| 24 juin 2015    | 8 octobre 2015  |           | Elena Candia (gl)         | PP    |
| 8 octobre 2015  | 18 juillet 2019 |           | Darío Campos (es)         | PSOE  |
| 18 juillet 2019 |                 |           | José Tomé (es)            | PSOE  |